# The Soft Machine (альбом)
The Soft Machine (при переиздании вышедший под названием Volume One) — дебютный альбом группы Soft Machine — представителя британского психоделического рока и Кентерберийской сцены, который был записан во время турне по США в 1968 году.

## Характеристика
Дикая, раскрепощенная и в итоге удачная попытка соединить психоделию с джаз-роком, дебютный альбом Soft Machine демонстрирует широкий звуковой диапазон от любовно сыгранных нестандартных поп-песен до болезненной ансамблевой игры барабанщика и вокалиста Роберта Уайетта и органиста Майка Рэтлиджа.

## Признание
В 1969 году в чарте американского журнала Billboard альбом занял 160 место.

## Список композиций

### Сторона один
1. «Hope for Happiness» (Брайан Хоппер / Майк Рэтлидж / Кевин Эйерс)- 4:21
2. «Joy of a Toy» (Кевин Эйерс / Майк Рэтлидж) — 2:49
3. «Hope for Happiness (reprise)» (Брайан Хоппер, Майк Рэтлидж, Кевин Эйерс) — 1:38
4. «Why Am I So Short?» (Хью Хоппер / Майк Рэтлидж / Кевин Эйерс) — 1:39
5. «So Boot If At All» (Майк Рэтлидж / Кевин Эйерс / Роберт Уайетт) — 7:25
6. «A Certain Kind» (Хью Хоппер) — 4:11

### Сторона два
1. «Save Yourself» (Роберт Уайетт) — 2:26
2. «Priscilla» (Кевин Эйерс / Майк Рэтлидж / Роберт Уайетт) — 1:03
3. «Lullabye Letter» (Кевин Эйерс) — 4:32
4. «We Did It Again» (Кевин Эйерс) — 3:46
5. «Plus Belle qu’une Poubelle» (Кевин Эйерс) — 1:03
6. «Why Are We Sleeping?» (Кевин Эйерс / Майк Рэтлидж / Роберт Уайетт) — 5:30
7. «Box 25/4 Lid» (Майк Рэтлидж / Хью Хоппер) — 0:49

### Переиздание альбома 2009 года
Переиздание альбома 2009 года содержит два бонус-трека, записанных в 1967 году:
1. «Love Makes Sweet Music»
2. «Feelin' Reelin' Squeelin'»

## Музыканты
- Роберт Уайетт — барабаны, вокал
- Майк Рэтлидж — орган, фортепиано (на 2.7)
- Кевин Эйерс — бас, вокал (на 2.4 и 2.5), бэк-вокал (на 2.1 и 2.3), фортепиано (на 1.5)

### Приглашенные музыканты
- Хью Хоппер — бас (на 2.7)
- The Cake — бэк-вокал (на 2.6)